# یوهان کریک
 یوهان کریک (انگلیسی: Johan Kriek؛ زاده ۵ آوریل ۱۹۵۸) یک تنیس‌باز اهل آفریقای جنوبی است.